# Cornelius Rudolf Vietor (Geistlicher, 1863)
Cornelius Rudolf Vietor, auch: Cornelius Rudolph Vietor, Kornelius Rudolf Vietor (* 2. Oktober 1863 in Bremen; † 14. Juli 1932 in Hude (Oldenburg)) war ein deutscher protestantischer Geistlicher und Schriftsteller.

## Leben
Cornelius Rudolf Vietor war das zwölfte Kind des Pastors Cornelius Rudolph Vietor. Nach dem Besuch des Gymnasiums in Bremen studierte er Evangelische Theologie an den Universitäten in Erlangen, Tübingen, Greifswald und Marburg. Er wirkte als Hilfsprediger in Bremen, Bochum, Köln und Barmen. 1889 unternahm er eine neunmonatige Studienreise in die Vereinigten Staaten. Ab 1894 war Vietor Pastor der Sankt-Stephani-Gemeinde in Bremen.
Cornelius Rudolf Vietor verfasste neben seiner Tätigkeit als Geistlicher Romane, Erzählungen und Humoresken.

## Werke
- Mosaik, Bremen 1909
- Ein fröhlicher Mensch, Barmen 1912
- Wenn die Steuerung versagt, Barmen 1914
- Ich hab' in der Welt nur ihn geliebt!, Barmen 1914
- Wehrt euch und freut euch, Barmen 1915
- Wir lieben deutsches Fröhlichsein!, Barmen 1915
- C. R. Vietors Reise nach Amerika, Barmen 1917
- Hört mal zu!, Barmen 1917
- Du und deine Braut und deine Frau, Barmen 1918
- Heinz Sophander, Barmen 1920
- Die letzte Königin von Neapel, Berlin 1920
- Wozu ist der Mensch in der Welt?, Barmen 1922
- Der Humor und seine Begründung, Bremen 1925